# ایلینکا (شهرستان شلابولیخینسکی، سرزمین آلتای)
ایلینکا (به لاتین: Ilyinka) یک منطقهٔ مسکونی در روسیه است که در سرزمین آلتای واقع شده‌است.